# Mugardos
Mugardos település Spanyolországban, A Coruña tartományban. Mugardos Ares és Fene községekkel határos. Lakosainak száma 5195 fő (2024).

## Népesség
A település népessége az utóbbi években az alábbiak szerint változott:
| Lakosok száma | 5921 | 5612 | 5638 | 5565 | 5481 | 5417 | 5335 | 5245 | 5226 | 5195 |
|               | 2001 | 2004 | 2006 | 2009 | 2011 | 2014 | 2016 | 2019 | 2021 | 2024 |